# Balduíno da Bélgica
Balduíno I (em francês: Baudouin; Bruxelas, 7 de setembro de 1930 – Motril, 31 de julho de 1993) foi o Rei dos Belgas de 17 de julho de 1951 até sua morte em 31 de julho de 1993. Era o filho do rei Leopoldo III da Bélgica e de sua primeira esposa, a princesa Astrid da Suécia. Ascendeu ao trono após a abdicação do pai e acabou sendo sucedido por seu irmão mais novo Alberto II.

## Biografia

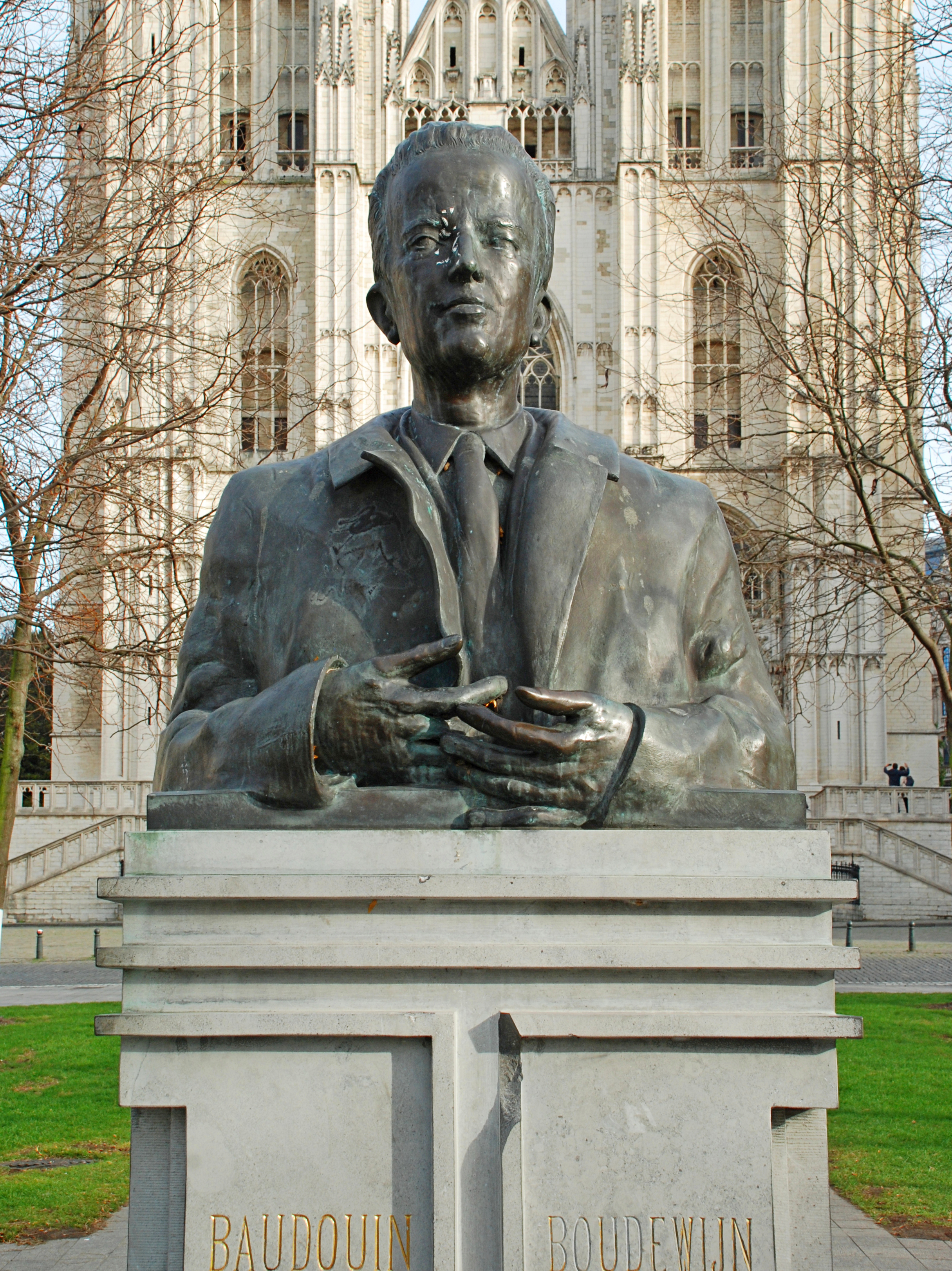
Estátua do Rei Balduíno em frente à Catedral de Bruxelas.

Balduíno era o filho mais velho do rei Leopoldo III da Bélgica e de sua primeira esposa, a princesa Astrid da Suécia, falecida em um acidente de automóvel em 1935.
O jovem príncipe recebeu poderes reais a partir de 1 de agosto de 1950 e, no ano seguinte, ascendeu ao trono com a abdicação de seu pai, o qual foi um monarca impopular a partir da Segunda Guerra Mundial (La "Question Royale").
A 21 de março de 1957 foi agraciado com a Grã-Cruz da Banda das Três Ordens, de Portugal, distinção que desde 1962 só é atribuída aos presidentes da República Portuguesa e que, nesse tempo, ainda era atribuída a chefes de Estado estrangeiros.
Durante o seu reinado assistiu-se à independência da República Democrática do Congo em 1960 e Ruanda e Burundi em 1962, pondo fim à condição da Bélgica como potência colonial. Ainda no mesmo ano, em Bruxelas, Balduíno casou-se com a nobre espanhola Fabíola de Mora e Aragão (1928-2014), filha de dom Gonzalo, Marquês de Casa Riera e 2.° Conde de Mora. O casal não teve filhos pois Fabiola sofreu abortos espontâneos nas cinco vezes em que ficou grávida.
A 24 de agosto de 1982 foi agraciado com o Grande-Colar da Ordem do Infante D. Henrique, de Portugal.
Devido às suas convicções católicas, Balduíno renunciou, entre 4 e 5 de março de 1990, às suas funções como chefe de Estado ao recusar assinar a lei de despenalização do aborto no país.
No final de julho de 1993, durante uma estadia na sua vila de Motril, em Espanha, o rei sofreu um ataque cardíaco que lhe tirou a vida. Seu corpo foi sepultado na Cripta Real da Igreja de Nossa Senhora de Laeken.
Alberto II (antes chamado "Príncipe de Liège"), irmão mais novo, sucedeu a Balduíno  como rei no dia 9 de agosto de 1993.

## Beatificação
Em 29 de setembro de 2024, o Papa Francisco anunciou durante a missa, no âmbito de uma visita oficial à Bélgica, após ter visitado no dia anterior a Cripta Real onde Balduíno e Fabíola estão sepultados, a sua intenção de dar início ao processo de beatificação do falecido monarca.
A possível santidade do rei Balduíno tornou-se motivo de muita controvérsia e foi contestada, no entanto, pelo cardeal Fridolin Ambongo Besungu após seu envolvimento com o assassinato do Primeiro-ministro quinxassa-congolês Patrice Lumumba, em janeiro de 1961, e pelo colonialismo praticado durante seu governo, conhecido pela "injustiça, opressão e exploração" e "perseguição ao livre pensamento" do povo quinxassa-congolês.
No dia 17 de dezembro de 2024, foi oficialmente iniciado seu processo de beatificação. Segundo uma nota publicado em 21 de dezembro pelo Dicastério para as Causas dos Santos, uma comissão histórica, composta por especialistas ilustres em pesquisa de arquivos e na história da Bélgica, havia sido formada para coletar e avaliar a documentação relativa ao rei Balduíno.